# Néa Anchiálos
Néa Anchiálos är en ort i Grekland.   Den ligger i prefekturen Nomós Magnisías och regionen Thessalien, i den centrala delen av landet, 160 km nordväst om huvudstaden Aten. Néa Anchiálos ligger 1 meter över havet och antalet invånare är 5 908.
Terrängen runt Néa Anchiálos är kuperad åt nordost, men åt sydväst är den platt. Havet är nära Néa Anchiálos åt sydost.  Närmaste större samhälle är Néa Ionía, 14,3 km nordost om Néa Anchiálos. 